# U.S. Marshals (film)
U.S. Marshals är en amerikansk action-thriller från 1998 i regi av Stuart Baird med Wesley Snipes och Tommy Lee Jones i huvudrollerna. Filmen hade Sverigepremiär den 24 april 1998.
Filmen är en spinoff på Jagad från 1993 och Tommy Lee Jones spelar samma karaktär i den här filmen.

## Handling
I Chicago arresteras Mark Sheridan (Wesley Snipes) och sätts på ett fångtransportplan till New York. En medfånge försöker skjuta honom under flygningen men träffar istället ett fönster och planet måste nödlanda och hamnar i Ohiofloden. Under räddningsarbetet flyr den forne spionen Sheridan och en jakt börjar, ledd av Deputy U.S. Marshal Samuel Gerard (Tommy Lee Jones), för att åter fånga in rymlingen.

## Om filmen
Filmen är inspelad i bland annat Chicago, West Vienna och på O'Hare International Airport i Illinois, Benton i Kentucky, Reelfoot Lake i Tennessee samt på Manhattan i New York.

## Rollista (urval)
- Tommy Lee Jones - Samuel Gerard
- Wesley Snipes - Mark J. Sheridan / Warren / Roberts
- Robert Downey Jr. - John Royce
- Joe Pantoliano - Cosmo Renfro
- Daniel Roebuck - Bobby Biggs
- Tom Wood - Noah Newman
- LaTanya Richardson - Savannah Cooper
- Irène Jacob - Marie Bineaux (Mark's flickvän)
- Kate Nelligan - Catherine Walsh